# Thompson Pass
Der Thompson Pass ist ein 855 m hoher Gebirgspass in den Chugach Mountains nordöstlich von Valdez in Alaska, USA. Die Alaska Route 4 führt über den Pass und verbindet Valdez mit Tonsina.
Mit einer durchschnittlichen Schneefallmenge von 1400 cm ist es der Ort mit den meisten Schneefällen in Alaska. Im Winter 1952–1953 wurde mit einer Schneefallmenge von 2475 cm die höchste Schneefallmenge gemessen, die je in Alaska innerhalb eines Winters aufgezeichnet wurde. Die 157,5 cm Schnee, die am 29. Dezember 1955 fielen, waren die ergiebigsten Schneefälle in Alaska an einem einzigen Tag seit Beginn der Wetteraufzeichnungen dort.
Der Pass erhielt seinen Namen 1899 von William Abercrombie, einem Hauptmann der U.S. Army. Er benannte ihn zu Ehren von Frank Thomson aus Pennsylvania, schrieb aber den Namen auf seiner gezeichneten Karte Thompson und diese Schreibung setzte sich fest. Der Pass wurde seit Generationen durch die Angehörigen der Ahtna genutzt, doch es war Abercrombie, der einen Weg über den Pass markierte, den die Bergleute während des Klondike-Goldrausches verwenden konnten. Seine Route, die zum Valdez-Eagle Trail wurde, nutzte später das Washington-Alaska Military Cable and Telegraph System aus, als es Kabel über den Pass legte. Der Pfad wurde immer weiter ausgebaut und erstmals 1913 von Kraftfahrzeugen befahren. Zu dem Zeitpunkt wurde die Straße zum Valdez-Fairbanks Trail; 1919 wurde sie in Richardson Road umbenannt.
Wegen der hohen Schneefallmengen am Thompson Pass war der Richardson Highway nur im Sommer nutzbar. Erst 1950 konnte ein Vorarbeiter eines Fuhrunternehmens vormachen, dass man den Pass mit Schneepflügen das ganze Jahr über freihalten konnte. Bis 1957 blieb die Straße eine Schotterstrecke, dann erst wurde sie asphaltiert. Zu Beginn der 1970er Jahre wurde die Gegend zum Schauplatz hektischer Aktivität, als tausende von Arbeitern einen Abschnitt der Trans-Alaska-Pipeline bauten. Der Schneefall verzögerte die Arbeiten im Winter, doch 1977 war die Rohrleitung fertiggestellt und das Erdöl wird heute fast ständig über den Pass gepumpt.
Weil Valdez sich am Südende der Pipeline befindet und der Thompson Pass die einzige Landverbindung nach Valdez bildet, unterhält der Bundesstaat eine Straßenmeisterei, die die Strecke das ganze Jahr räumt und bestreut. Zu dieser Einrichtung gehört der Thompson Pass Airport, eine kurze Landebahn, der von staatlichen Flugzeugen angeflogen werden darf.
Der Pass ist auch ein Ziel für Touristen und Abenteurer, vor allem für Heliskiing und Snowboarder. Die starken Schneefälle verursachen jedoch regelmäßig Lawinen, in denen mehrere Touristen jährlich umkommen. Das Alaska Avalanche Forecast Center in Valdez erstellt deswegen regelmäßig Berichte über die Lawinengefahr am Pass.